# Studenicaklostret

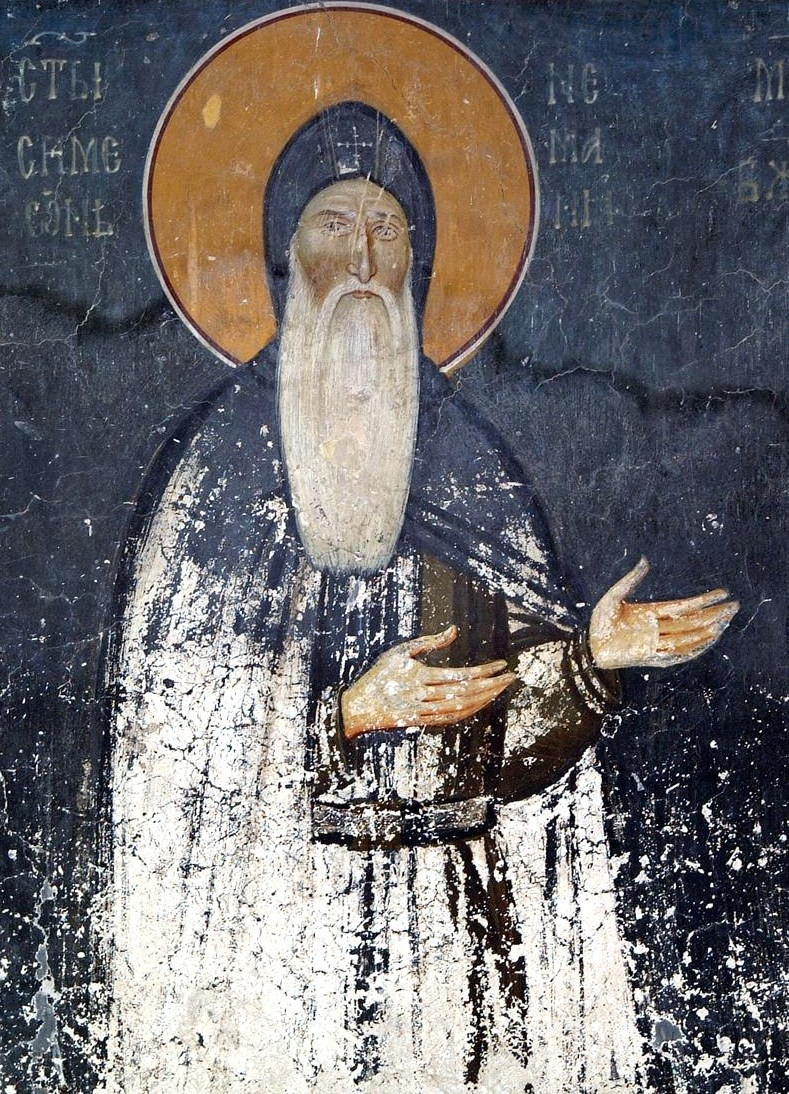
Stefan Nemanja, klostrets grundare.

Studenicaklostret (serbiska: Манастир Студеница/Manastir Studenica) är ett serbisk-ortodoxt kloster beläget 39 km sydväst om Kraljevo i centrala Serbien. Det är ett av de största och rikaste serbisk-ortodoxa klostren.
Stefan Nemanja, medeltida Serbiens grundare, grundade klostret år 1190. Klostrets befästa murar har två kyrkor: Jungfrukyrkan och Kungakyrkan, båda byggda i vit marmor. Klostret är mest känt för sin samling av bysantinska freskomålningar från 1200- och 1300-talet.
År 1986 blev Studenicaklostret uppsatt på världsarvslistan.

## Historia
Studenicaklostret, tillägnat Jungfru Maria, är moderkyrka till alla serbiska tempel. Byggandet av klostret pågick under en ganska lång tid. Första delen stod färdigt våren 1196, då Stefan Nemanja övergav sin tron och slog sig ner vid klostrets grund. När han senare reste iväg för Hilandar, tog hans son och efterträdare Stefan Prvovenčani över ansvaret för Studenica. Nemanja dog i Hilandar 1199 och hans tredje son Sankt Sava flyttade, efter att försonats med sina bröder Stefan och Vukan, Nemanjas reliker till Studenica. Under hans skydd, blev Studenica det medeltida Serbiens politiska, kulturella och andliga centrum. Bland hans andra bemödanden, komponerade han en typikon för Studenica, regelboken där han beskrev Sankt Simons (Nemanjas) liv, och lämnade bevis på sin tids andliga liv och klosterliv. Mellan 1233 och 1234 fick Jungfrukyrkan en tillbyggnad.
Studenica åtnjöt kontinuerlig omsorg av Nemanjić-dynastins medlemmar. Stefan Radoslav av Serbien gav kyrkan ett narthex år 1235. Stefan Uroš II Milutin av Serbien byggde en liten men vacker kyrka tillägnad helgonen Sankt Joakim och Sankta Anna.
Sedan den sista av de medeltida serbiska staterna föll år 1459, misshandlade osmanerna klostret. Den första betydande restaureringen efter förstörelsen gjordes 1569, då freskerna i Jungfrukyrkan blev ommålade. I början av 1600-talet, förstörde en jordbävning och bränder betydande delar av det konstnärliga arbetet och ett antal historiska dokument.
Året 1717 undertecknade Eugen av Savojen ett skyddsbrev för klostret.

## Arkitektur

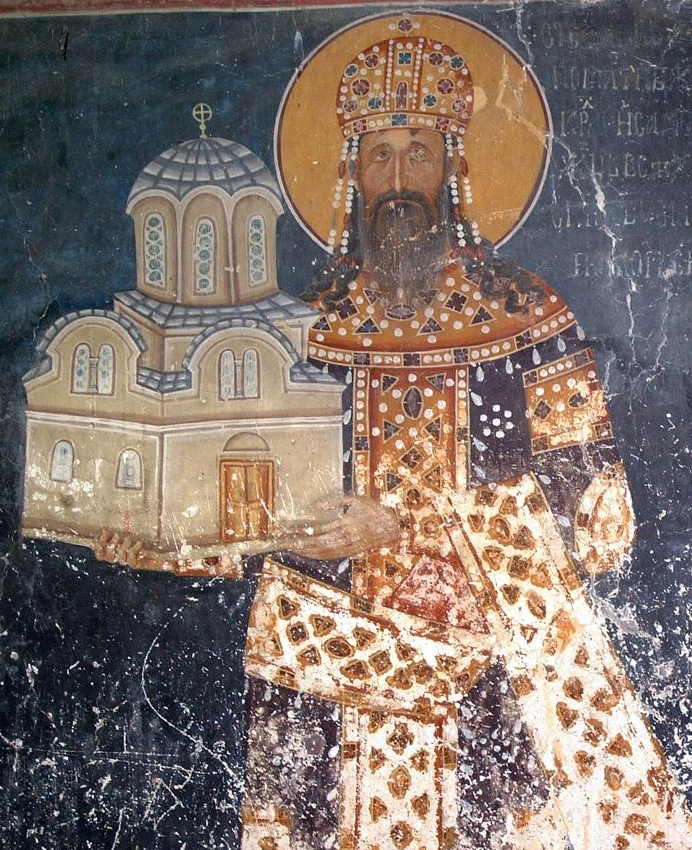
En fresk i Kungakyrkan med Kung Milutin med en modell av kyrkan.

Jungfrukyrkan är en basilika med en kupol. På dess östra sida finns en absid med tre sidor, medan en utvidgad narthex finns i väster; här finns även vestibuler i norr och söder. På 1230-talet, lades en stor exonarthex till. Fasaderna byggdes med vita marmorblock, på insidan är kyrkan belagt med tuff. Externt förenar kyrkan två olika arkitekturtstilar, den Romanska stilen och den Bysantinska. Sammansmältningen av dessa stilar gav i slutänden upphov till en särskild arkitekturstil kallad Raškaskolan.
Nordväst om Jungfrukyrkan ligger Sankt Joakim och Annas kyrka, känd efter sin grundare kung Milutin som Kungakyrkan. Denna uppfördes 1314, i form av ett sammantryckt kors, med den yttre strukturen som en oktagonal kupol. Den är byggd i sten och tuff, med putsade fasader.
Komplexet Studenicaklostret inkluderar även Sankt Niklas kyrka, en liten kyrka med fresker på insidan målade på 1100- och troligen början av 1200-talet. Mellan Sankt Niklas kyrka och Kungakyrkan ligger grunderna av kyrkan tillägnad Johannes döparen. Väster om Jungfrukyrkan, ligger ett gammalt refektorium i spillror, uppfört under ärkebiskop Savas tid. Slutligen finns på klosterkomplexets västra sida ett klocktorn, rest under 1200-talet. Där fanns tidigare ett kapell på insidan; idag finns endast fragment av fresker på insidan. Rester av freskomålningar har även noterats på de externa delarna av narthex, som visar Nemanjić-dynastins genealogi. De är uppenbarligen besläktade med freskerna i Jungfrukyrkan som daterar sig till 1208-1209.
Norrut från refektoriet ligger klosterresidenset från 1700-talet, som idag är ett museum som visar ett antal av Studenicas skatter. Dock har krig och plundringar betydligt minskat innehållet.

## Konst
De konstnärliga bedrifterna av skulpturerna i Studenica kulminerar i fyra portaler till Jungfrukyrkan, särskilt den västra, på insidan mellan narthex och exonarthex. På norra väggen under kupolen, finns ett fönster gjort av glasmosaik med medaljoner skurna på en blyplakett som representerar åtta fantastiska djur - symbolen för Jungfruns dygder. Här finns även två rosetter som visar Det allseende ögat. Frimurarna kom troligen till Studenica från Adriatiska området, kanske från Kotor, där Nemanja brukade ha ett palats. De lämnade en inskription med serbiska tecken på västra portalens tympanon.
Jungfrukyrkan målades under 1200-talets första årtionde. De ursprungliga freskerna har delvis bevarats i altarområdet, under kupolen, på västra väggen samt i de lägre delarna av mittskeppet. Den mest slående bilden är den av Korsfästelsen, målad på blå bakgrund 1209, en av de stora bedrifterna i serbisk konst. På södra väggen "grundarnas bild", som visar Jungfrun som tar Nemanja med kyrkans modell till Jesus Kristus som opartisk myndighet. Narthex målades 1569. Dessa fresker inkluderar en utomordentlig representation av Yttersta domen i den övre delen och porträtt av Nemanjas fru Ana som nunnan Anastasija.
De första freskomålningarna i Kungakyrkan markerar de fantastiska bedrifterna av bysantinsk konst i regionen. Freskerna i Radoslavs narthex och i kyrkans pareclesion härstammar från 1230-talet och visar en nära relation till den konstnärliga stilen i huvudkyrkan. Norra kapellet tillägnat Sankt Niklas, har en samling Hetimasia och en cykel som visar Sankt Niklas liv. I södra kapellet hittar man Nemanjas porträtt, Stefan och Kung Radoslav med sin fru Ana. På norra narthexväggen, porträtteras tre dignitärer av den serbiska kyrkan - ärkebiskop Sava, Arsenije och Sava II (Radoslavs bror).

## Interiörbilder

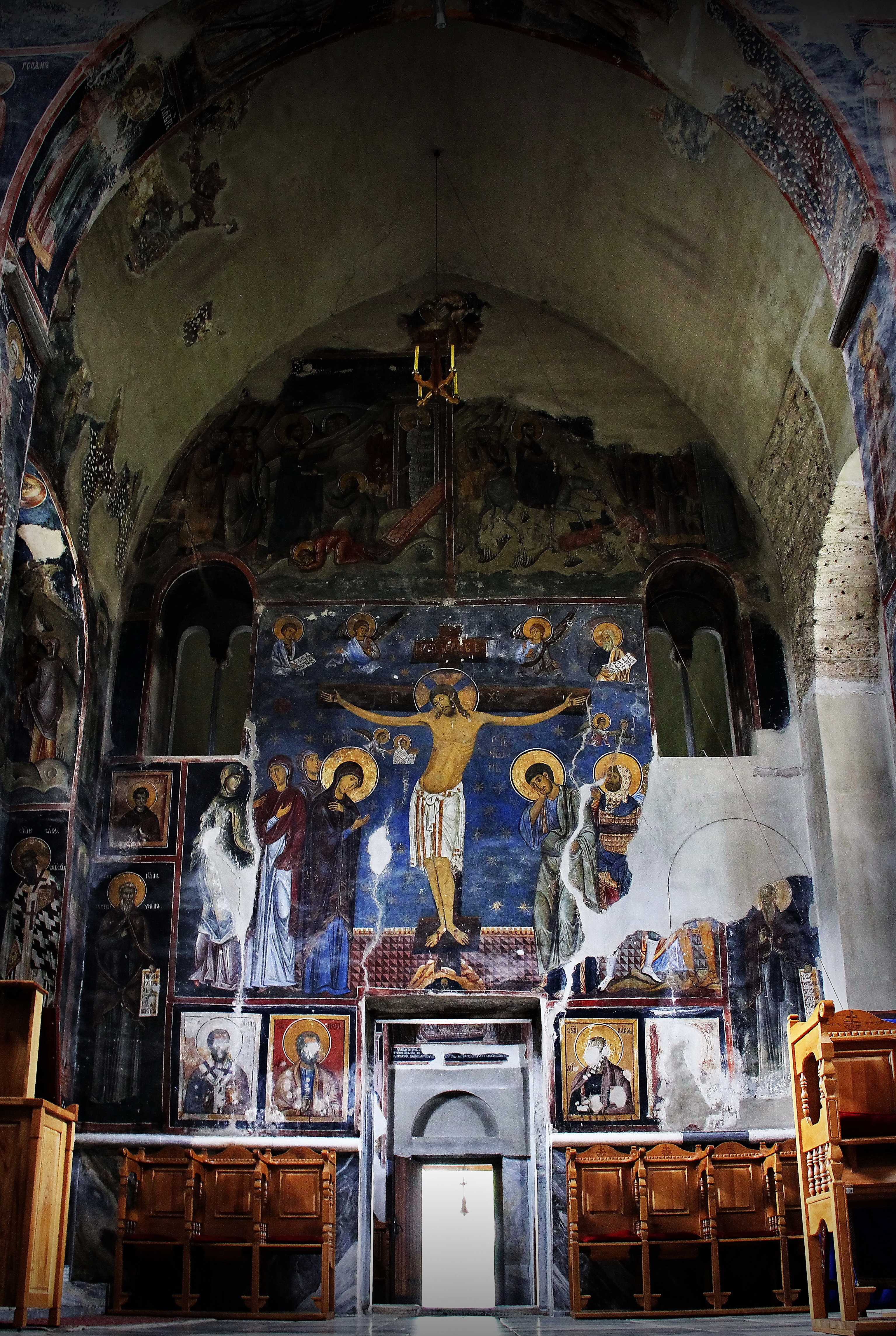
Klostrets interiör mot ingången.
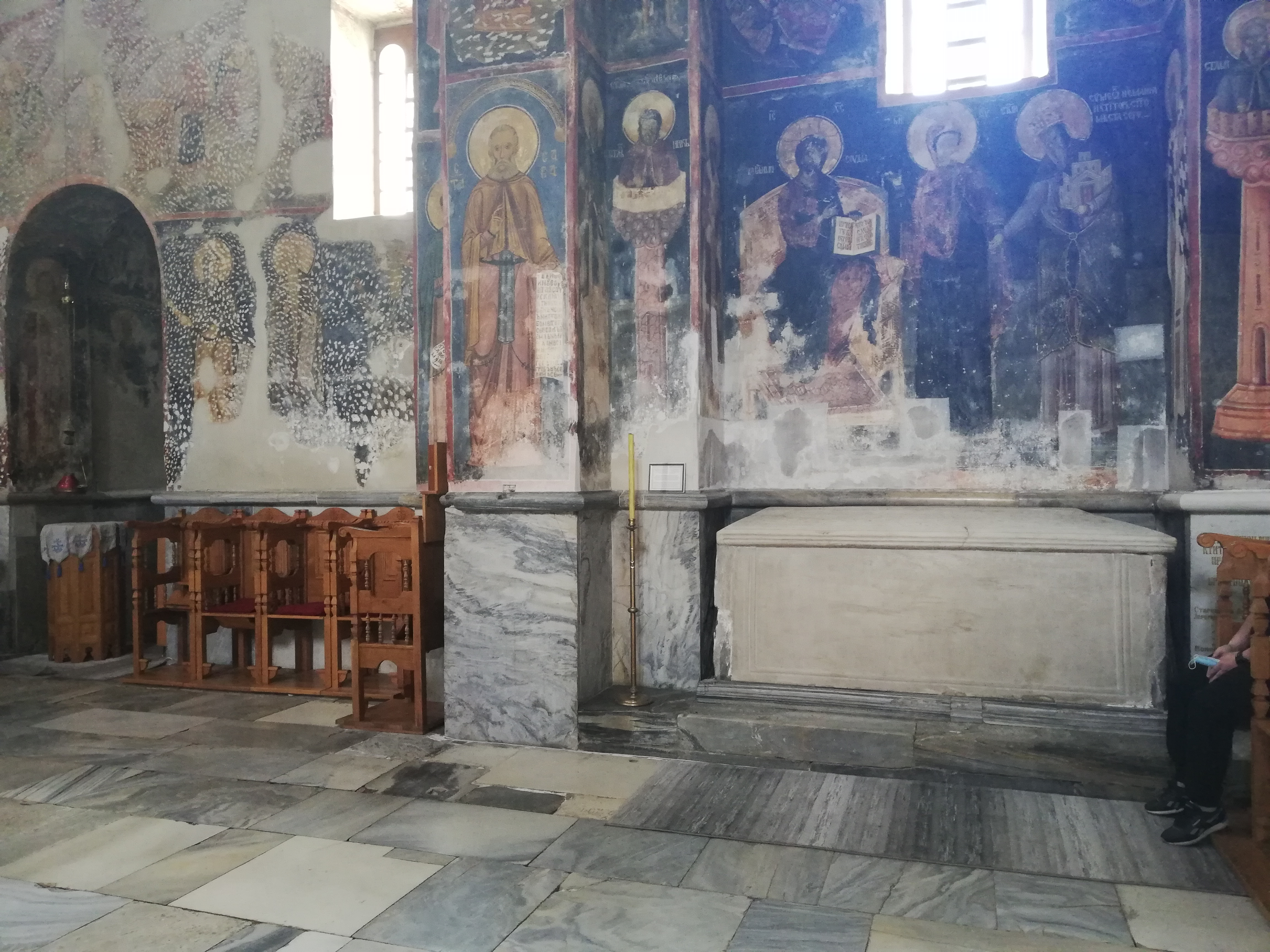
Interiör.
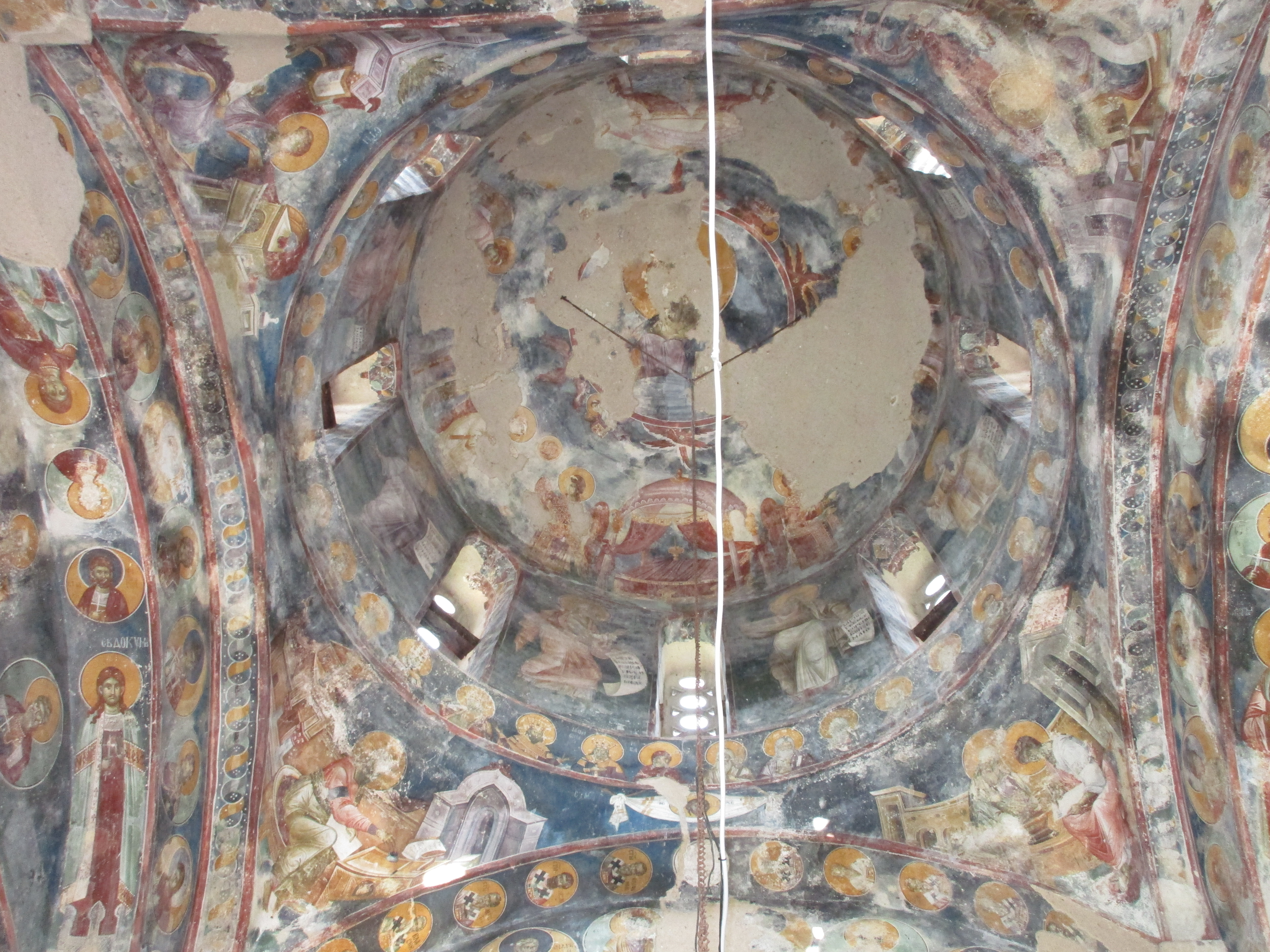
Freskomålningar.
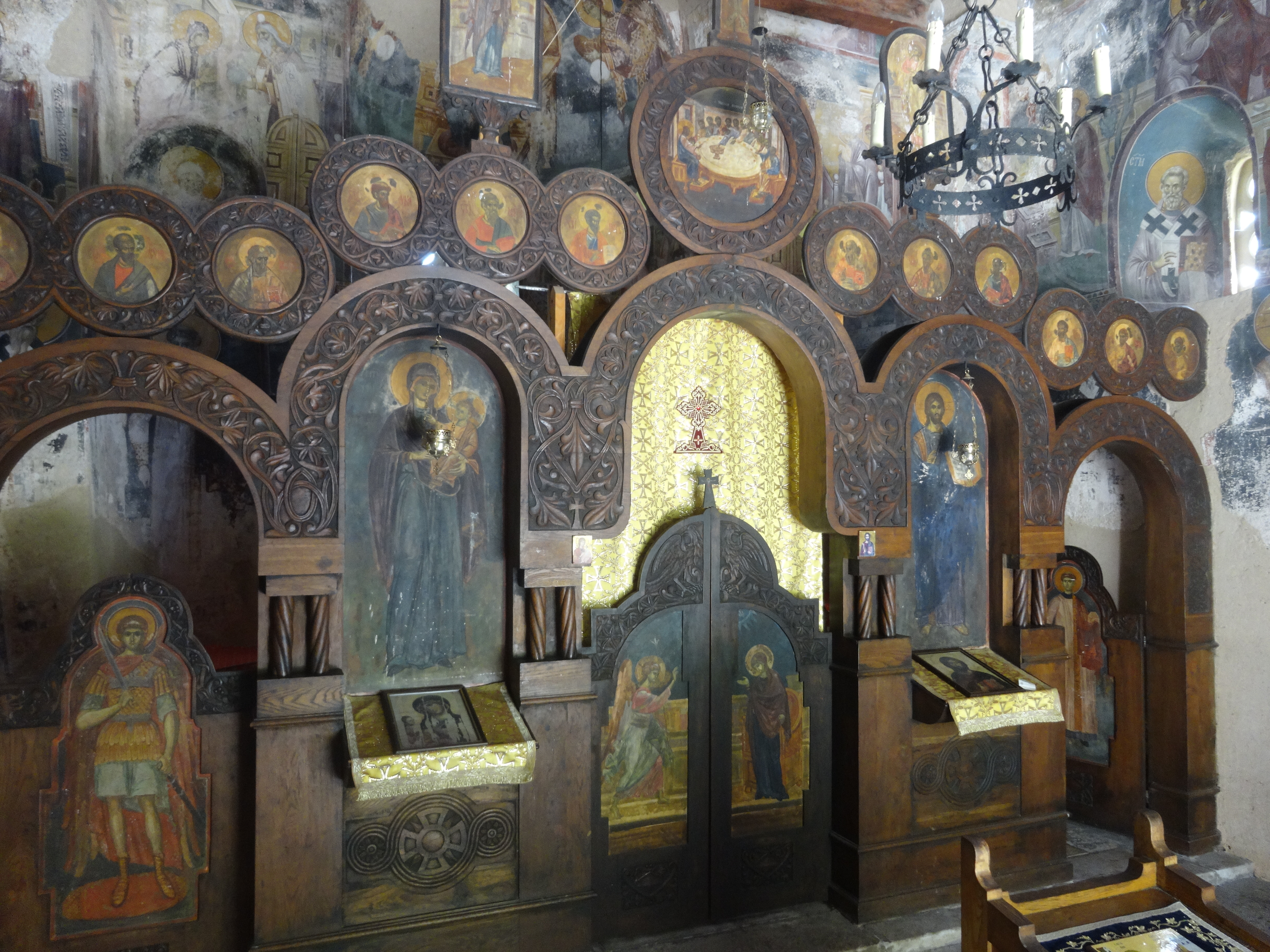
Ikonostasen.
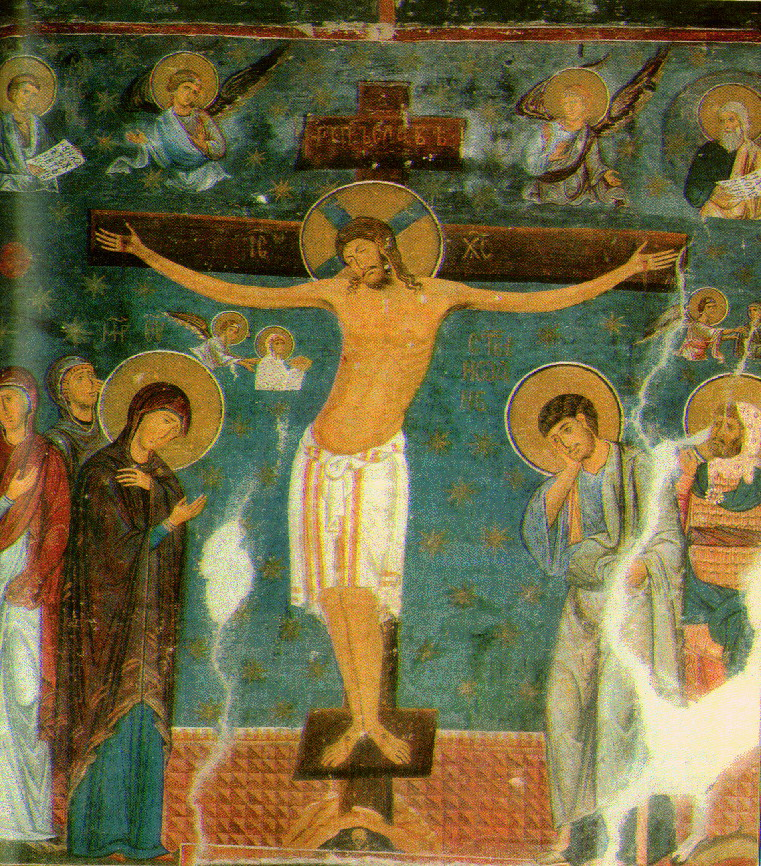
Korsfästningen, fresk i Jungfrukyrkan.